# Distretto di Xiangfang
Il distretto di Xiangfang (香坊区S, Xiāngfāng QūP) è un distretto della Cina, situato nella provincia di Heilongjiang e amministrato dalla prefettura di Harbin.